# 2-Naftyloamina
2-Naftyloamina (2-aminonaftalen) – organiczny związek chemiczny z grupy amin aromatycznych. Zawiera jedną grupę aminową przyłączoną do cząsteczki naftalenu w pozycji 2.
Tworzy płatki o temperaturze topnienia 110 °C, łatwo rozpuszczalne w gorącej wodzie i w alkoholu etylowym.